# Acacia gilliesii
Acacia gilliesii é uma espécie de leguminosa do gênero Acacia, pertencente à família Fabaceae.